# Mario Vázquez Robles
Mario Humberto Vázquez Robles (Bachíniva, Chihuahua, México; 17 de agosto de 1962) es un político y empresario mexicano, miembro del Partido Acción Nacional.

## Biografía
Vázquez nació en Bachíniva, Chihuahua el 17 de agosto de 1962. Su padre agricultor y su madre ama de casa, emigraron a la capital del estado cuando él era un niño. Estudió en el Plantel 2 del Colegio de Bachilleres del Estado de Chihuahua, y se formó como Ingeniero Civil por la Facultad de Ingeniería de la Universidad Autónoma de Chihuahua. 

### Carrera Política
Fue tesorero municipal de Santa Isabel de 1992 a 1995, posteriormente se desempeñó como presidente municipal del  2001 al 2004, por el Partido Acción Nacional.
En las elecciones de 2004 fue candidato a diputado local para el Congreso de Chihuahua por el Distrito 12 siendo postulado por la Coalición Todos Somos Chihuahua, integrada por los partidos Acción Nacional, de la Revolución Democrática y Converdegencia, no obteniendo el triunfo.
Fue jefe de Programa de Energía Eléctrica en SAGARPA del 2004 al 2006 en la administración de Vicente Fox Quesada y de 2006 al 2008 fue director de ASERCA.
Fue presidente del Comité Directivo Estatal del Partido Acción Nacional por dos periodos consecutivos al ser reelegido para el cargo, el primer periodo de 2011 al 2014 y el segundo del 2014 al 2016, siendo este último el periodo en el que se logró la victoria histórica para Acción Nacional en las elecciones de 2016, obteniendo triunfo en la gubernatura, 29 alcaldías incluyendo Chihuahua capital, así como mayoría de diputados en el Congreso Local.
En 2016 fue nombrado director de Servicios Públicos Municipales en el Municipio de Chihuahua y durante el 2018 fue nombrado Jefe de Gabinete del Gobierno Municipal encabezado por María Eugenia Campos Galván.
En las elecciones de 2021 fue candidato a Diputado local por el Distrito 16, resultando ganador. Dentro del Congreso del Estado, se convirtió en Coordinador la Bancada de su partido y en 2023 siguiente solicitó licencia al cargo para integrarse como secretario de Comunicaciones y Obras Públicas del gobierno del estado a invitación de la gobernadora Maru Campos.
En 2024 renunció al gobierno estatal para ser candidato a senador por Chihuahua en las elecciones de ese año, siendo postulado por la coalición Fuerza y Corazón por México, conformada por los partidos Acción Nacional, Revolucionario Institucional y de la Revolución Democrática en fórmula con la diputada federal Daniela Álvarez Hernández.